# IMAX

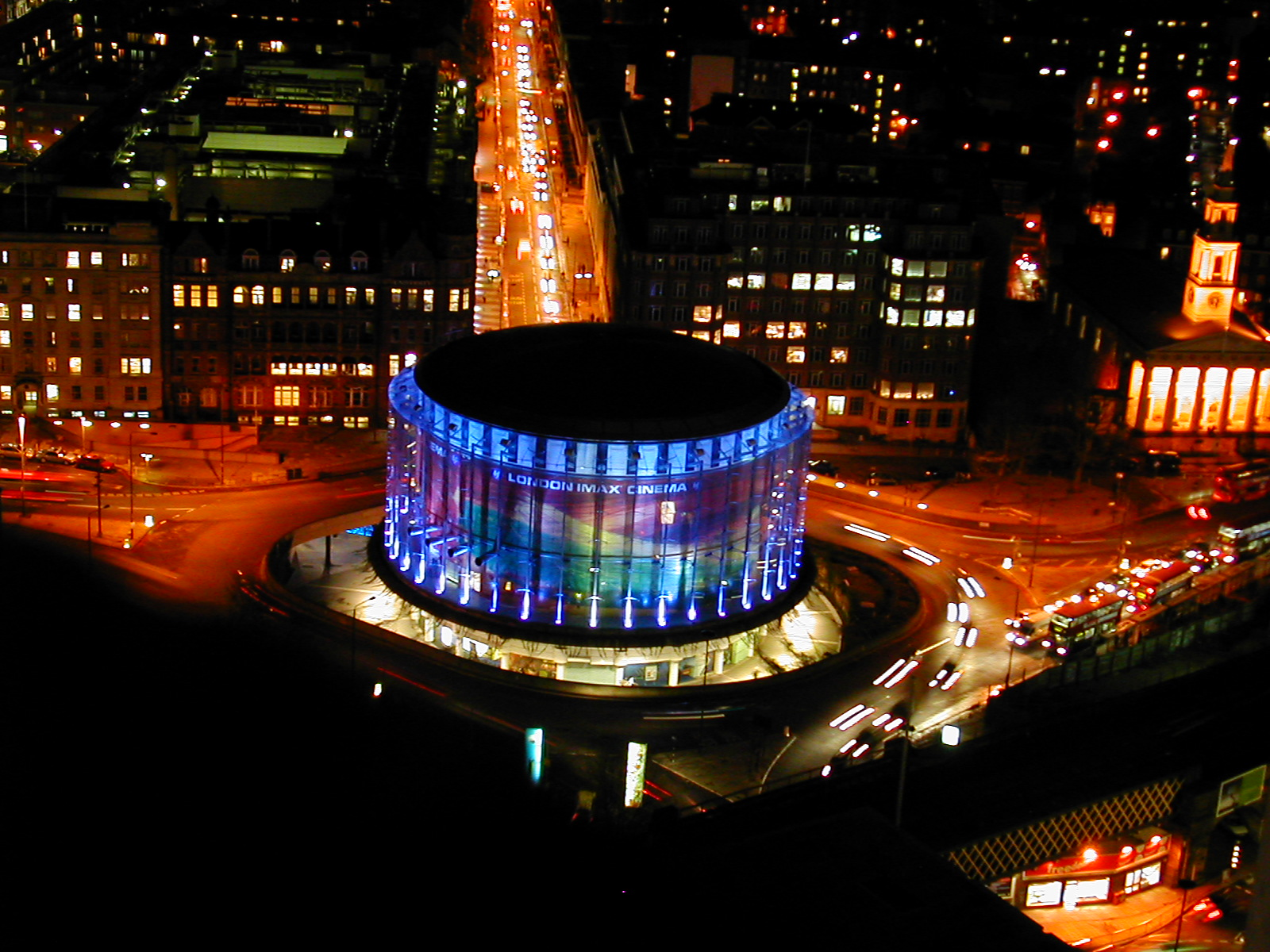
Il British Film Institute (BFI) IMAX di Londra, cinema con il più grande schermo IMAX del Regno Unito

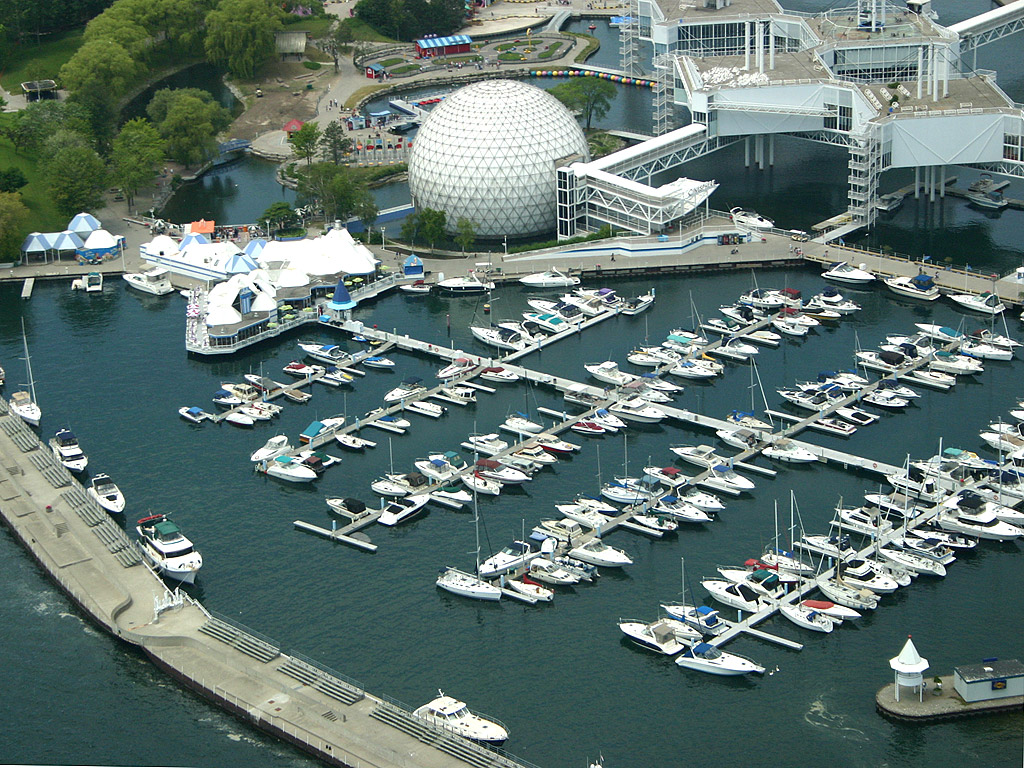
IMAX Cinesphere a Ontario Place, Toronto

IMAX è un sistema di proiezione che ha la capacità di mostrare immagini e video con una grandezza e una risoluzione superiore rispetto ai sistemi di proiezione convenzionali.
Al 31 dicembre 2013 erano attive 837 sale IMAX in 57 paesi, salite a fine 2017 a 1 302 (delle quali 1 203 in cinema multisala, 13 in destinazioni commerciali e 86 in ambienti istituzionali) in 75 paesi, delle quali però meno di un quarto con la capacità di presentare film con pellicola da 70 mm a risoluzione di grande formato come originariamente concepito.

## Storia
Il desiderio di aumentare l'impatto visivo del film ha una lunga storia. Le tecnologie Cinemascope (1953) e VistaVision (1954) aumentarono le dimensioni della pellicola per la proiezione a 35 mm, e ci furono sistemi multi-proiettore come il Cinerama (1952) per allargare ancora di più l'area di proiezione. Anche se i risultati erano davvero impressionanti, Cinerama era un sistema molto ingombrante, difficile da installare nelle sale, e il punto di unione degli schermi usati uno a fianco all'altro era difficile da nascondere allo spettatore.
Il sistema IMAX è stato sviluppato da Graeme Ferguson, Roman Kroitor, Robert Kerr e William C. Shaw. Il primo film IMAX della storia è stato Tiger Child, mostrato all'Expo '70 a Osaka in Giappone. Il primo cinema IMAX permanente è stato il Cinesphere all'interno del parco di divertimento Ontario Place a Toronto, aperto nel 1971 e ancora attivo.

## Aspetti tecnici

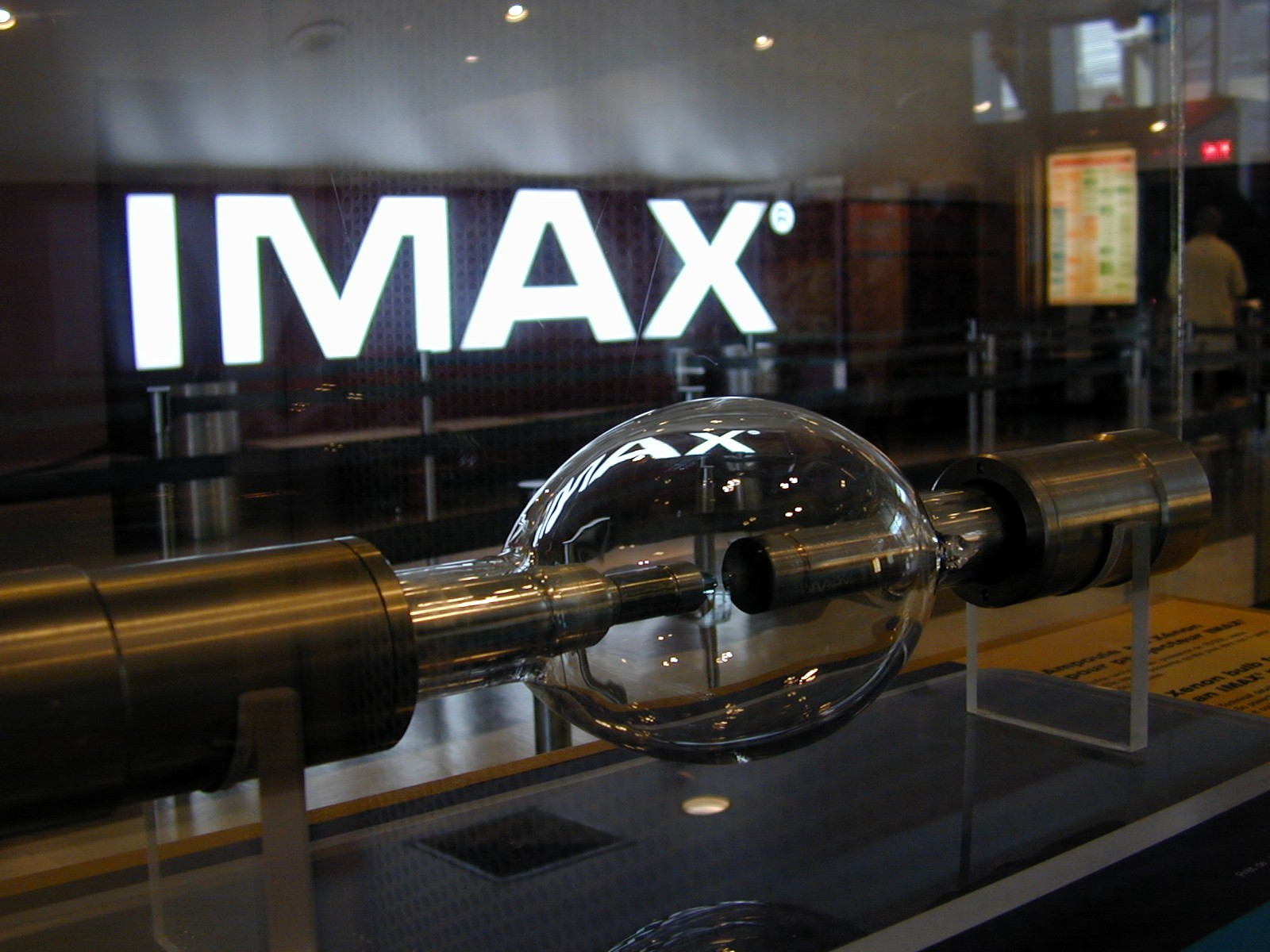
Una lampada di 15 kW allo Xeno usata nei proiettori IMAX

L'obiettivo della tecnologia IMAX è di aumentare considerevolmente la risoluzione delle immagini usando fotogrammi più grandi, portandola a circa 70 megapixel (10 000 × 7 000). Per fare questo, il fotogramma da 70 mm viene esposto orizzontalmente all'interno del proiettore. Mentre le tradizionali pellicole da 70 mm (a scorrimento verticale) hanno una zona di immagine che è larga 48,5 mm e alta 22,1 mm (per il Todd-AO), con il sistema IMAX le immagini sono larghe 69,6 mm e alte 48,5 mm lungo 15 perforazioni. Per esporre la pellicola alla velocità standard di 24 fotogrammi al secondo, questa deve girare all'interno della macchina da proiezione a una velocità tre volte superiore rispetto allo standard 70 mm a 5 perforazioni in verticale.

### Pellicola

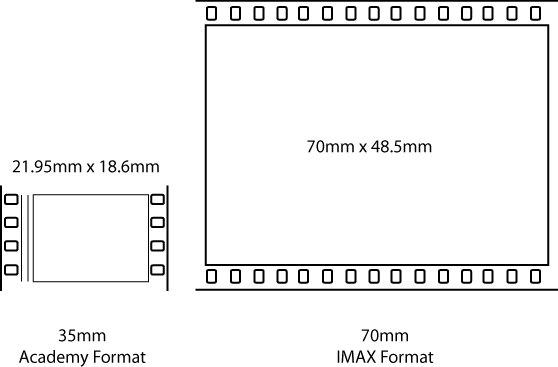
Un paragone tra i negativi 35 mm e quelli IMAX 70 mm. Nell'immagine, parzialmente distorta, il valore "70 mm" all'interno del fotogramma non fa riferimento alla larghezza della pellicola, ma al lato lungo dell'immagine nel fotogramma, approssimando: una pellicola IMAX 70mm ha perciò fotogrammi quasi quadrati.

La tecnologia IMAX utilizza una pellicola con un substrato "ESTAR" (marchio Kodak per la pellicola rinforzata in PET). Questa pellicola viene impiegata non tanto per la sua robustezza quanto per la maggiore rigidità, che aumenta la precisione. La chimica di sviluppo non altera la forma o la dimensione dell'ESTAR e il sistema di registrazione dell'IMAX (specialmente il meccanismo a camme) non tollera variazioni di spessore o di dimensione nelle piste di trascinamento. Il formato IMAX è genericamente chiamato "15/70", visto che ha 15 perforazioni su un fotogramma di 70 mm. A causa delle dimensioni e del peso non vengono utilizzate le bobine convenzionali, ma i rulli di pellicola sono adagiati su grandi piatti orizzontalmente.
La proiezione nel formato IMAX ha necessitato di un certo numero di innovazioni per essere perfezionata. Innanzitutto far passare una pellicola così grande nel proiettore ha costituito un difficile problema tecnico; inoltre i sistemi 70 mm convenzionali non erano sufficientemente stabili per l'ingrandimento x586. Nei laboratori IMAX William Shaw adattò un brevetto australiano per il trascinamento della pellicola chiamato "rolling loop", aggiungendo un "soffiatore" di aria compressa per accelerare la pellicola e una lente cilindrica nel "blocco" di proiezione, chiamata "appiattitore di campo", contro cui la pellicola venisse aspirata durante la proiezione. Poiché la pellicola striscia su questo appiattitore, la lente stessa è alta il doppio dell'altezza della pellicola ed è connessa a un pistone pneumatico in modo da poter essere alzata e abbassata mentre il proiettore è acceso, senza interrompere la proiezione. In questo modo, se un pezzo di polvere si stacca dalla pellicola e si attacca alla lente, il proiezionista può passare sul lato pulito della lente tramite un comando. Questa lente è anche munita di "spazzola di pulizia" in feltro o materiale setoloso per eliminare la polvere durante lo spostamento in modo da mantenere pulita la proiezione.

### Proiettori

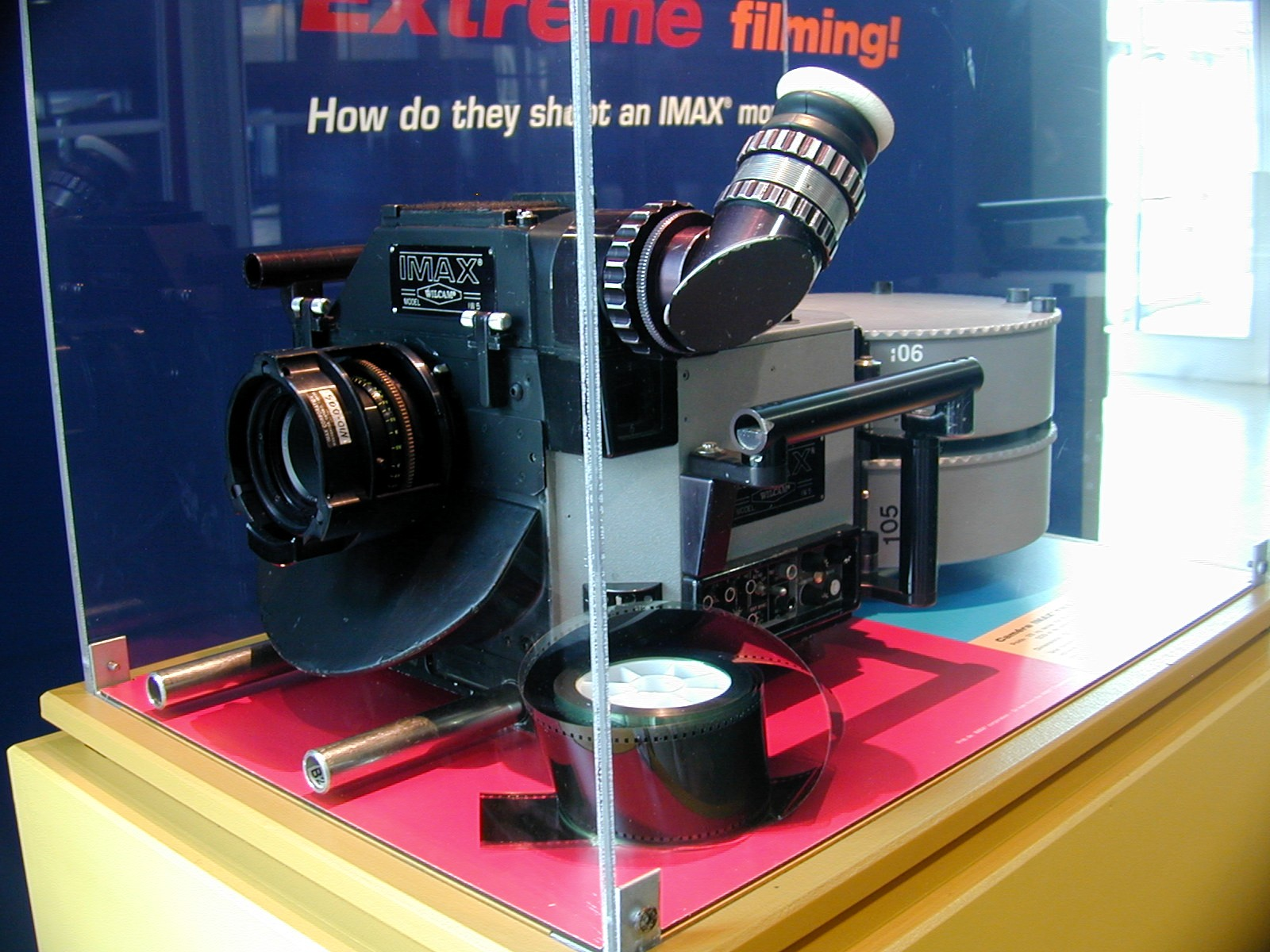
Una cinepresa dotata di tecnologia IMAX

I proiettori IMAX sono stabilizzati con perni, in modo che 4 perni di registrazione si inseriscono nella banda di trascinamento agli angoli del fotogramma in modo da garantire un allineamento perfetto. Shaw aggiunse dei bracci a camme per decelerare i singoli fotogrammi in modo da eliminare il microscopico tremolio durante l'assestamento della pellicola sui perni di registro. L'otturatore del proiettore rimane inoltre aperto per circa il 20% in più rispetto a un'attrezzatura convenzionale e la sorgente luminosa è più potente. Le grandi lampade ad arco da 12-18 kW hanno elettrodi cavi raffreddati ad acqua. Un proiettore IMAX di conseguenza è un apparecchio ingombrante, che pesa fino a 1,8 t e con un'altezza simile a quella di un frigorifero da cucina. Le lampade allo xeno sono costruite con un involucro di cristallo di quarzo, e sono riempite con gas xeno alla pressione di circa 25 atm; per questo i tecnici devono indossare una corazza protettiva integrale quando cambiano o maneggiano queste lampade dato che le schegge di cristallo causate dall'esplosione di una lampada possono essere mortali a causa dell'elevata pressione del gas contenuto.

### Audio
La pellicola IMAX non contiene tracce audio per poter utilizzare tutta l'area disponibile per l'immagine. Al suo posto il sistema IMAX impiega un nastro magnetico separato a sei piste da 35 mm (questo sistema, un nastro audio da 35 mm collegato a un proiettore, è uno standard comunemente usato per "doppiare" o inserire audio aggiuntivo nella colonna sonora dei film convenzionali). All'inizio degli anni novanta fu introdotta una sorgente audio digitale a 6 tracce sincronizzata utilizzando un preciso generatore di impulsi nello standard SMPTE. Questa variante anticipava gli attuali sistemi audio multicanale quali il Dolby Digital e il DTS. La sorgente audio digitale era un apparecchio chiamato DDP (Digital Disc Playback) nel quale la colonna sonora veniva registrata su diversi CD-rom come audio digitale. Il sistema DDP è stato soppiantato praticamente ovunque dal nuovo sistema DTAC (Digital Audio Theater Control) formato da un computer su cui è installato il software proprietario DTAC sviluppato da IMAX. Il funzionamento è simile a quello del DDP con la differenza che l'audio viene prelevato direttamente da un disco fisso sotto forma di file audio non compresso contenente i 6 canali e distribuito direttamente agli amplificatori invece di utilizzare un metodo di codifica quale il Dolby Digital.

### La sala

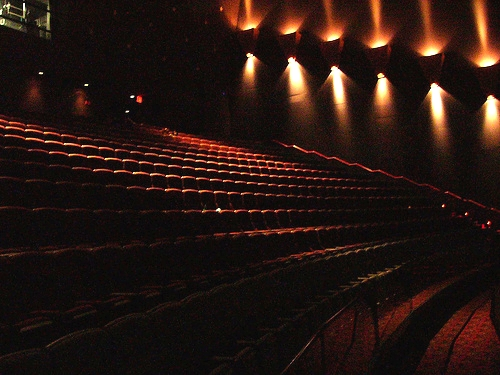
Una sala IMAX

Anche la costruzione di una sala IMAX è molto diversa rispetto a una sala convenzionale. La maggior risoluzione permette al pubblico di essere molto più vicino allo schermo; tipicamente tutte le file di poltrone si trovano a una distanza corrispondente all'altezza dello schermo (le sale convenzionali hanno le poltrone che possono essere distanti anche da 8 a 12 volte l'altezza dello schermo). Inoltre le poltrone sono inclinate con un angolo che raggiunge i 23 gradi, in modo che il pubblico sia rivolto direttamente verso lo schermo.
Le dimensioni standard di uno schermo IMAX sono 16 metri di altezza e 22 metri di lunghezza, ma l'estensione dello schermo può essere anche maggiore, ad esempio lo schermo installato all'interno dell'IMAX 3D di Riccione misura 22 m di altezza e 29 m di lunghezza.

## Tecnologie IMAX
Al giorno d'oggi alcune sale IMAX sono presenti in molti musei e in vari parchi tematici, soprattutto negli Stati Uniti, ma sembra che esse debbano rimanere un'esperienza innovativa piuttosto che una tecnologia diffusa. Infatti, i cinema IMAX hanno una capacità relativamente piccola e costi di manutenzione esorbitanti. I musei e i vari parchi sopportano le spese principalmente grazie al fatto che il costo dei documentari che proiettano è molto inferiore rispetto a quello di un film in tecnologia IMAX.

### IMAX Dome

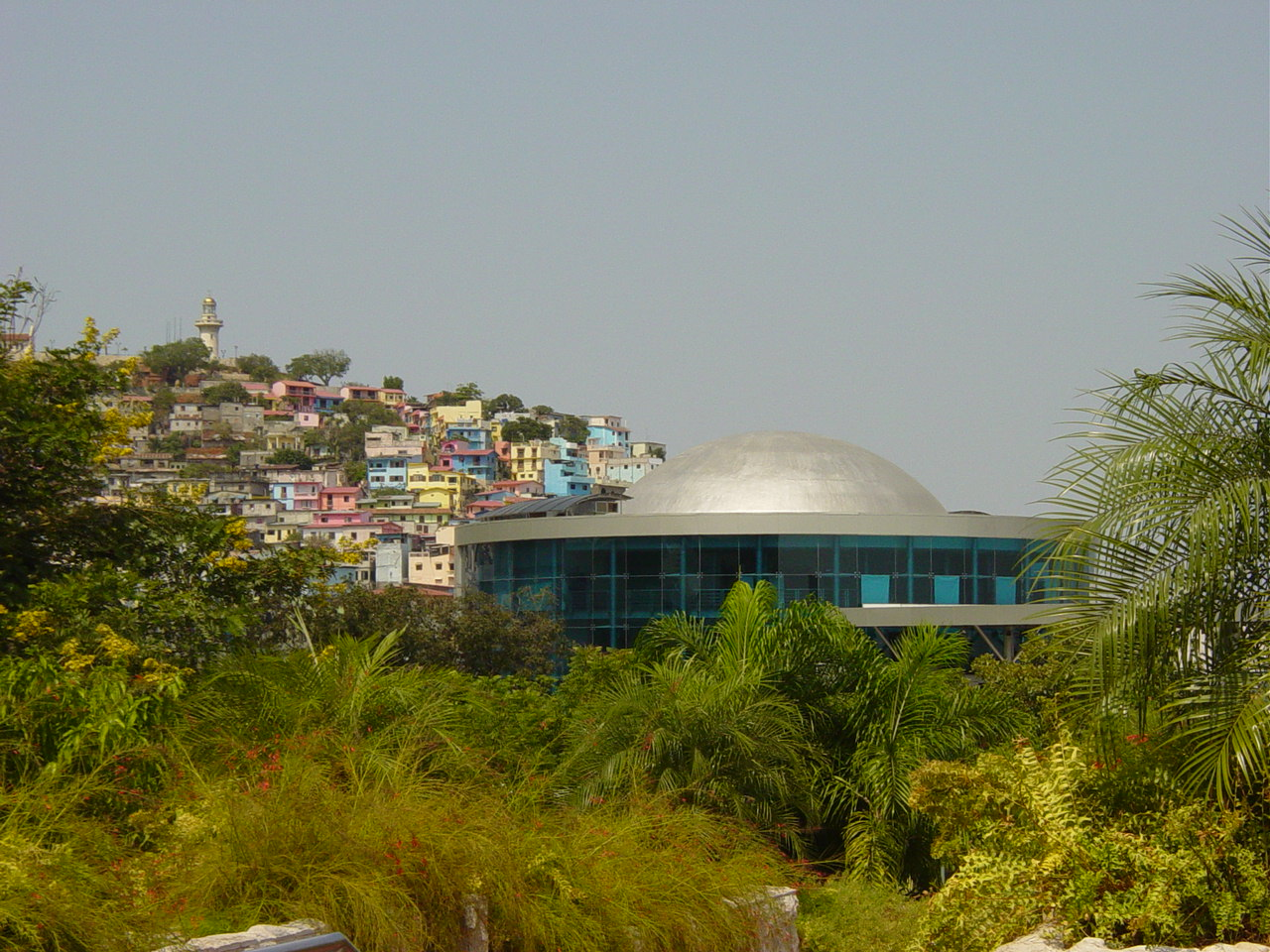
Una struttura IMAX Dome a Guayaquil, in Ecuador

Alla fine degli anni sessanta, il San Diego Hall of Science iniziò a cercare un nuovo grande formato video per le proiezioni nella cupola di 23 m (76 piedi) del nuovo planetario in progetto. Il formato favorito era un sistema con doppia pellicola 35 mm, prima di scoprire IMAX. Il proiettore IMAX era inutilizzabile in una sala a cupola perché era alto più di 3,50 m. Ciononostante, la IMAX Corporation si dimostrò disposta a collaborare e riprogettò l'intero sistema, inserendo un ascensore che elevava il proiettore al centro della sala. La Light of Canada sviluppò una lente che riusciva a trasferire efficacemente l'immagine su una cupola.
Il nuovo sistema, che la San Diego Hall of Science chiamò OMNIMAX, usa una lente a occhio di pesce sulla camera da presa che distorce l'immagine a 180 gradi e la imprime su una pellicola 70 mm. La lente è centrata nella parte inferiore del fotogramma e perciò la maggior parte della metà inferiore dell'immagine circolare viene a trovarsi sotto il bordo della pellicola. Quella parte, che cadrebbe al di sotto della cupola, viene oscurata. Durante le riprese, la macchina da presa viene orientata verso l'alto a un angolo che corrisponda alla curvatura della cupola. Mentre l'immagine viene proiettata, essa deve passare per una lente a occhio di pesce e le proporzioni originali sono così riprodotte. Questa tecnica debuttò nel 1973 al Reuben H. Fleet Science Centre del Balboa Park, a San Diego, con la proiezione di due produzioni OMNIMAX, Voyage to the Outer Planets (della Graphic Films) e Garden Isle (della Roger Tilton Film), con biglietto unico per entrambe.

### IMAX 3D

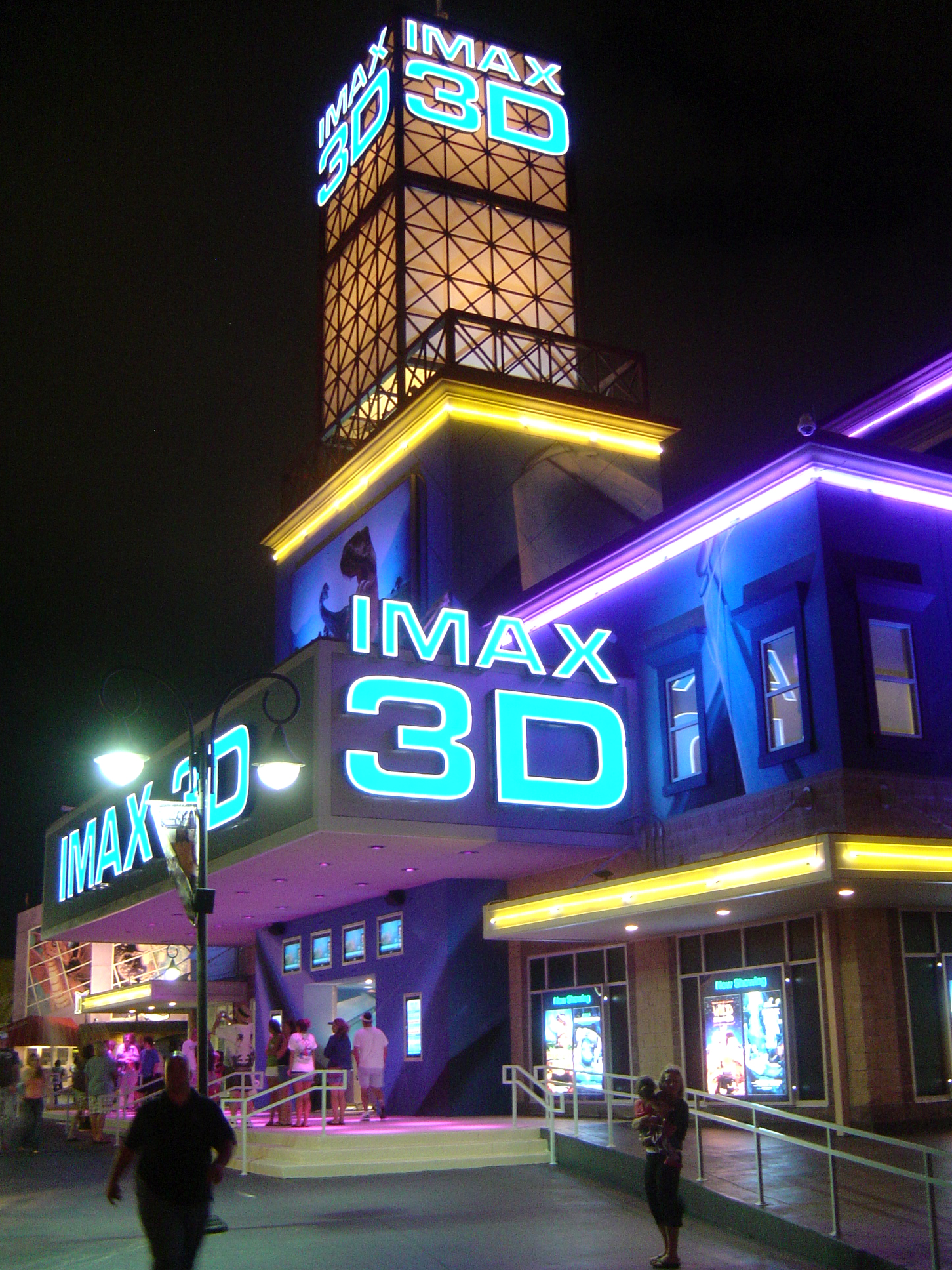
IMAX 3D a Myrtle Beach, Carolina del Sud

Per creare l'illusione di profondità, il processo dell'IMAX 3D utilizza una camera con lenti separate per rappresentare l'occhio destro e l'occhio sinistro. Le due lenti sono separate da una distanza di 64 mm, la distanza media tra gli occhi umani. Ciascuna lente proietta un rotolo di pellicola separato. Proiettando le due pellicole contemporaneamente, gli spettatori riescono a vivere l'esperienza di vedere un'immagine 3D su uno schermo 2D. Il proiettore di un IMAX 3D pesa più di 113 kg.
Un metodo per creare l'illusione del 3D consiste nel polarizzare la luce dalle due immagini. Durante la proiezione le immagini dell'occhio destro e dell'occhio sinistro sono polarizzate linearmente. Due immagini parallele (riprese dalle lenti separate della telecamera 3D) vengono proiettate sovrapposte sullo stesso schermo attraverso filtri polarizzatori ortogonali (a 90° l'uno rispetto all'altro). Viene mantenuta la polarizzazione delle immagini proiettate e compensata la perdita di luce. Gli occhiali per la visione 3D cosiddetti "passivi" hanno le lenti destra e sinistra polarizzate in modo da abbinare la proiezione ad ogni occhio cosicché, mentre l'occhio destro vede solo il frame destro, l'occhio sinistro vede solo il sinistro. Il cervello dello spettatore, sovrapponendo le due immagini diverse viste dai due occhi, riesce a percepire l'effetto stereoscopico di profondità. Questi tipi di occhiali vengono detti "passivi" perché funzionano senza l'utilizzo di batterie, di apparati elettronici o di sistemi di sincronizzazione con il proiettore. Il difetto di questo tipo di occhiali consiste nella necessità per lo spettatore di non inclinare di lato il capo per evitare che le lenti polarizzate si disallineino con la fonte di luce polarizzata causando per ciascun occhio la vista contemporanea e confusa di entrambe le immagini destra e sinistra.
Esiste anche una tecnica alternativa che prevede l'utilizzo di due proiettori diversi che a turno proiettano i propri fotogrammi a una velocità effettiva di 48 fotogrammi al secondo, quindi mentre vengono visualizzati i fotogrammi di un proiettore l'altro è bloccato. Lo spettatore indossa degli occhiali con un otturatore LCD in grado di trasmettere o bloccare la luce in ogni occhio in sincronia con il proiettore, in questo modo ogni occhio vede solo l'immagine a esso destinato. Lo spettatore non è sensibile alla chiusura dell'otturatore a causa del fenomeno della persistenza delle immagini sulla retina che è presente anche durante la proiezione di una pellicola cinematografica, perché tra un fotogramma e l'altro c'è un piccolo momento di buio.
Gli occhiali con otturatore vengono detti "attivi" perché funzionano con l'utilizzo di batterie e di un sistema di sincronizzazione con il proiettore, risultano pertanto meno ergonomici per le maggiori dimensioni e peso. Inoltre gli occhiali con otturatore, per frequenze di otturazione inferiori, possono rendere un tipico effetto di sfarfallio dell'immagine.
Un diverso tipo di occhiali passivi è quello utilizzato con i televisori 3D di nuova generazione, che sfruttano la polarizzazione circolare destrorsa o sinistrorsa. Questa tecnologia, rispetto alla polarizzazione lineare, offre l'indubbio vantaggio per lo spettatore di poter inclinare il capo lateralmente senza avere sovrapposizione delle immagini per ciascun occhio ed affianca la leggerezza di occhiali passivi che non necessitano di batterie e permettono la visione fluida tipica degli occhiali senza otturatore. Questo tipo di lenti, come quelle polarizzate linearmente, sono utilizzabili agevolmente anche da coloro che portano occhiali perché sono disponibili anche montate su "clip" da affrancare alla montatura degli occhiali da vista.

### IMAX HD
L'IMAX HD proietta film in Alta Definizione con una velocità di 48 fotogrammi al secondo, IMAX con questo sistema ha cercato di ridurre l'effetto strobo offrendo una definizione raddoppiata rispetto a un film a definizione standard. Il sistema IMAX HD è stato testato nel 1992 presso il "Padiglione del Canada" all'Expo'92 di Siviglia, con il film Momentum. I costi di produzione molto più elevati, e l'alto livello di usura e lacerazione sulle pellicole e sui proiettori, hanno subito condannato il sistema IMAX HD, ma non prima che molti altri teatri fossero adattati a proiettare a 48 fotogrammi con la tecnologia IMAX HD, in particolare in Canada.

### IMAX Digitale
Poiché la pellicola da 70 mm e i relativi proiettori sono molto costosi e difficili da produrre in massa, IMAX nel 2008 ha deciso di utilizzare un sistema di proiezione digitale 2K più semplice ed economico. Esso utilizza due proiettori che possono presentare contenuti 2D o 3D in formato DCI o IMAX Digital Format (IDF, sovrainsieme di DCI). Le doppie immagini 2K vengono proiettate l'una sull'altra, producendo un'immagine potenzialmente più brillante rispetto a un normale cinema digitale 2K. Il principale svantaggio è che la risoluzione è molto inferiore rispetto ai film IMAX standard, e allo stesso tempo è inferiore anche a quella dei formati 4K e 8K in pellicola da 35 mm.

### IMAX Laser
Lanciato a fine 2014, è un sistema a doppia proiezione laser 4K con un rapporto d'aspetto fino a 1,43:1 ideato per schermi dalle dimensioni maggiori; i film possono arrivare a coprire l'intero schermo come nelle proiezioni di pellicole 15/70mm se il Digital Cinema Package (DCP) è del tipo LS (Laser Squeeze). L'alta luminosità, gli elevati contrasti e la gamma cromatica più ampia consentono di ottenere i colori più realistici e insoliti.

### Dispositivi di ripresa digitali

#### IMAX 3D Digital Camera
Nel 2011 la IMAX ha annunciato lo sviluppo di una macchina da presa digitale 3D 4K, con rapporto d'aspetto di 1,9:1 e la stessa risoluzione in larghezza della macchina a pellicola tradizionale IMAX 15 perf/65 mm. Un prototipo sviluppato assieme ad AbelCine e Vision Research – produttore delle due Phantom 65 integrate nella cinepresa, per cui poi sono state progettate ottiche personalizzate – è stato utilizzato per girare circa il 10% del documentario Born to Be Wild 3D. Nell'annuncio ufficiale del 2014 il film Transformers 4 - L'era dell'estinzione è stato pubblicizzato come il primo a fare uso del modello definitivo.

#### ARRI Alexa IMAX
Nel 2015 la tedesca ARRI e la IMAX hanno reso noto che le riprese del film Captain America: Civil War sarebbero state eseguite tramite una nuova macchina da presa, basata sulla ALEXA 65 a risoluzione 6K presentata l'anno precedente; la compagnia americana ha comunque dichiarato di non voler sostituire le sue cineprese a pellicola ma di proporre il nuovo prodotto come un complemento, più compatto e maneggevole.

## Film girati nativamente nel formato IMAX

### Pellicola IMAX 70mm
Dato l'elevato costo delle cineprese IMAX 15/65 mm, girare un film totalmente in questo formato comporterebbe un gran dispendio economico; per ovviare ai costi proibitivi, diversi registi si limitano ad effettuare solo alcune riprese con cineprese IMAX 65 mm, e alla fine in post-produzione le riprese a 35 mm vengono rielaborate con un processo di rimasterizzazione digitale detto IMAX Digital Media Remastering (DMR), per portarle ad una larghezza equivalente 70 mm e renderle fruibili nelle sale cinematografiche attrezzate. La tecnica fu annunciata a marzo 2002 e il settembre successivo il primo film ad usufruirne fu Apollo 13 di Ron Howard, uscito nel 1995 in 35 mm; tuttavia, per limiti tecnici dei proiettori dell'epoca, la versione IMAX risultò accorciata di 24 minuti.
Il primo lungometraggio prodotto direttamente su pellicola IMAX 70 mm per la regolare distribuzione nelle sale fu Fantasia 2000, uscito il primo gennaio del 2000 e proiettato in alcuni cinema anche allo scoccare della mezzanotte; la Walt Disney Pictures pubblicizzò ampiamente il formato e programmò la permanenza della pellicola nel circuito fino alla fine di aprile. Il film fu pensato però per un formato standard a 35 mm – poi pubblicato a partire da maggio – e le immagini furono stampate con un rapporto d'aspetto che non sfruttava appieno il fotogramma IMAX 70 mm (la sequenza dell'Apprendista stregone, tratta dal primo film del 1940, risultò così inscatolata). Il film fu presentato in anteprima alla stampa il 16 dicembre 1999, quando fu proiettato all'Edwards Imax Theater di Valencia (California), mentre dal giorno successivo un breve ma oneroso tour promozionale ebbe inizio alla Carnegie Hall di New York. Qui il film, per tre sere consecutive (di cui la prima accessibile solo su invito), fu proiettato su schermo con rapporto d'aspetto standard e musiche eseguite dal vivo dalla Philharmonia Orchestra, senza introduzione, intermezzi recitati e crediti finali; le ulteriori tappe in data unica, con le stesse modalità di presentazione, ebbero luogo a Londra, Parigi, Tokyo ed il 31 dicembre a Pasadena, dove si svolse un gala esclusivo di fine anno con il simbolico totale di 2000 invitati e prezzo d'ingresso di 2000 dollari (andati in parte in beneficenza al California Institute of the Arts).
Di seguito la lista dei lungometraggi che hanno utilizzato nativamente la pellicola IMAX per almeno parte delle riprese:
- Il cavaliere oscuro (2008) – 28 minuti da riprese in IMAX 70mm (è stato il primo film su grande distribuzione parzialmente filmato con questa tecnologia)[24][25]
- Transformers - La vendetta del caduto (2009) – circa 9 minuti[25][26]
- The Tree of Life (2011) – minutaggio sconosciuto (il film non ha mai raggiunto le sale IMAX)[27]
- Mission: Impossible - Protocollo fantasma (2011) – circa 25 minuti[26]
- Il cavaliere oscuro - Il ritorno (2012) – 72 minuti[25][28]
- Into Darkness - Star Trek (2013)† – circa 30 minuti[29]
- Hunger Games: La ragazza di fuoco (2013) – quasi 50 minuti[25][30]
- Lucy (2014)* – circa 15 minuti[31]
- Interstellar (2014) – 66 minuti[25][32]
- Star Wars - Il risveglio della Forza (2015) – 5 minuti[33]
- Batman v Superman: Dawn of Justice (2016) – 30 minuti[34]
- Dunkirk (2017) – circa il 70% del film (74 minuti)[35][36]
- Star Wars - Gli ultimi Jedi (2017)‡ – minutaggio sconosciuto[37]
- First Man - Il primo uomo (2018)** – circa 8 minuti[25][38]
- Tenet (2020) – circa metà del film (75 minuti)[36][39]
- Wonder Woman 1984 (2020)*** – circa 14 minuti[40]
- Oppenheimer (2023) - circa 75 minuti[25][41].

*: Sebbene filmato parzialmente in IMAX 70 mm, il film non è mai stato pubblicato in tale formato su pellicola; ha comunque avuto una distribuzione in digitale tramite DMR, seppure in formato widescreen.
**: Sebbene filmato parzialmente in IMAX 70 mm, il film non è mai stato pubblicato su pellicola; ha comunque avuto una distribuzione in digitale tramite DMR, che in certi impianti con proiettori laser ne ha permesso la proiezione con rapporto d'aspetto fino a 1,43:1 nelle scene acquisite in tale formato.
***: Sebbene filmato parzialmente in IMAX 70 mm con rapporto d'aspetto di 1,9:1, il film non è mai stato pubblicato su pellicola; ha comunque avuto una distribuzione in digitale tramite DMR.
†: Le parti in IMAX 70 mm sono state acquisite con rapporto d'aspetto di 1,66:1, per non creare troppo stacco con le parti in formato widescreen.
‡: Il filmato in IMAX 70 mm è stato sempre proiettato tagliato in formato widescreen, anche nelle proiezioni in pellicola.

### IMAX digitale
Transformers 4 - L'era dell'estinzione, uscito nel 2014, è stato il primo lungometraggio a contenere scene IMAX girate in digitale (in 3D nativo, equivalenti al 60% della durata totale). Alla fine dello stesso anno in Cina è uscito C'era una volta a Shanghai di Jiang Wen, che per alcune sequenze ha fatto uso della stessa attrezzatura IMAX 3D del film precedente, tuttavia la versione IMAX è stata distribuita solo in madrepatria.
Sully, diretto da Clint Eastwood ed uscito nel 2016, è stato il primo lungometraggio ad essere girato quasi interamente in IMAX digitale, tramite ARRI ALEXA IMAX, con l'esclusione di alcune riprese nel simulatore di volo per questioni di costi di calibrazione delle cineprese in rapporto alla durata delle scene coinvolte. Nel 2020 la Cina ha prodotto, con l'impiego delle stesse apparecchiature, il suo primo film integralmente acquisito in IMAX digitale: 800 eroi, del regista Guan Hu; la distribuzione in formato IMAX ha riguardato solo poche regioni oltre alla madrepatria. Il film, grazie anche alla pandemia di COVID-19 che ha alterato l'andamento del mercato cinematografico in moltissimi paesi, è diventato quello di maggiore incasso mondiale dell'anno.
Nel 2021 il regista cinese Chen Sicheng ha fatto uscire il suo Detective Chinatown 3, interamente girato in IMAX digitale; pubblicato solo in madrepatria in occasione delle festività nazionali del Capodanno cinese, il film è riuscito a battere il record per il maggior incasso di sempre nel weekend d'apertura in un singolo mercato, superando quello stabilito per gli Stati Uniti e Canada da Avengers: Endgame.
Altri lungometraggi che hanno utilizzato nativamente il formato IMAX digitale per almeno parte delle riprese (proiettati generalmente in formato 1,9:1):
- Captain America: Civil War (2016) – circa 15 minuti[33]
- Transformers - L'ultimo cavaliere (2017) – 98% del film (circa 146 minuti)[60], in 3D tramite ALEXA IMAX affiancate[61]
- Avengers: Infinity War (2018) – primo film ad essere girato al 100% in IMAX digitale (149 minuti)[62]
- Avengers: Endgame (2019) – tutto il film (181 minuti), prodotto in contemporanea alla prima parte.

## IMAX in Italia
La prima sala aperta in Italia fu quella di Castellaneta Marina (Castellaneta, TA), presso il complesso turistico Nova Yardinia: inaugurata nel 2003, fu chiusa dopo soli 3 anni per attività di ristrutturazione ma mai più riaperta.
Al gennaio 2024 le sale IMAX funzionanti sono a Sesto San Giovanni presso il Notorious Cinemas, ad Afragola nell'Happy MaxiCinema e negli UCI Cinemas di Orio al Serio, Campi Bisenzio, Roma e Verona.

### IMAX Riccione 15/70mm (dismesso)
Inaugurato nel 2004 come TIM IMAX, in concomitanza con il parco tematico Oltremare, quello di Riccione era l'unico cinema in Italia che proiettava film girati in IMAX nel loro formato nativo.
Lo schermo della sala IMAX di Riccione misura 22 m di altezza e 29 m di larghezza, per un totale di 638 m², che lo rendono lo schermo IMAX più grande in Europa. Il sistema audio sfrutta la tecnologia di surround digitale con una potenza di 12 000 W, la sala offre 497 posti a sedere. Le proiezioni riguardavano principalmente filmati documentaristici destinati ai visitatori del parco Oltremare, ma nell'estate 2010, per la prima volta, l'IMAX di Riccione ha inserito nella propria programmazione un vero film lungometraggio: Toy Story 3 - La grande fuga in 3D; nel 2012 ha avuto luogo l'anteprima italiana de Il cavaliere oscuro - Il ritorno, che ha portato per la prima volta in Italia un lungometraggio cinematografico girato in IMAX.
La sala di Riccione non è più attiva dal 2013.

### IMAX Pioltello (declassato)
Il 18 maggio 2011 è stata inaugurata la prima sala IMAX digitale d'Italia all'interno del preesistente multisala UCI Cinemas Pioltello nel comune di Pioltello (MI), con la proiezione di Pirati dei Caraibi - Oltre i confini del mare. La sala si avvaleva di due proiettori 2K, uno schermo da 200 m² e offriva 340 posti a sedere. Dopo aver forzatamente chiuso nel 2020 a causa della Pandemia di COVID-19 e mai più riaperto, il multisala è stato ristrutturato per oltre sei mesi e riaperto al pubblico il 16 novembre 2022 con tutte e nove le sale aggiornate con proiettori laser 4K, nuovi impianti audio e poltrone rinnovate, andando tuttavia a sostituire la sala IMAX ed eguagliandola, quindi, alle altre.

### IMAX Sesto San Giovanni
Il 20 giugno 2013 è stato inaugurato nel multisala Skyline (ora Notorious Cinemas Sesto San Giovanni), all'interno del centro commerciale Centro Sarca nel comune di Sesto San Giovanni (MI), con la proiezione de L'uomo d'acciaio.

### IMAX Afragola
Inaugurato il 5 novembre 2015 presso il multisala Happy MaxiCinema, all'interno del centro commerciale Le Porte di Napoli, con la proiezione del film Spectre. La sala si avvale di due proiettori Digital 3D IMAX, uno schermo con una ampiezza totale di 300 m², impianto audio da 22 000 W e 534 posti a sedere.

### IMAX Orio al Serio
Il 24 giugno 2017 è stata aperta la sala IMAX nell'UCI Cinemas Orio, già inaugurato il 25 maggio dello stesso anno, all'interno del centro commerciale Oriocenter di Orio al Serio (BG), con la proiezione di Pirati dei Caraibi - La vendetta di Salazar. La sala si avvale di due proiettori laser 4K, uno schermo da 487 m², audio a 12 canali e offre 425 posti a sedere, ma non offre uno schermo con il rapporto d'aspetto pieno di 1,43:1 dell'IMAX su pellicola, ma 1,90:1.

### IMAX Campi Bisenzio
Il 16 novembre 2018 è stata inaugurata la sala IMAX nell'UCI Luxe Campi Bisenzio nel comune di Campi Bisenzio (FI), con soli 138 posti a sedere, data l'appartenenza alla catena Luxe di UCI che prevede poltrone reclinabili, un tavolino personale e maggiore spazio tra una fila e l’altra.

### IMAX Roma
Il 23 aprile 2019 è stata inaugurata la sala IMAX nell'UCI Cinemas Porta di Roma, all'interno del centro commerciale Porta di Roma. Sala preesistente che è stata ristrutturata e convertita in IMAX, con uno schermo di 150 m² e 242 posti a sedere. Per l'occasione vengono proiettati consecutivamente Avengers: Infinity War e, dopo la mezzanotte, la prima di Avengers: Endgame.

### IMAX Verona
Il 24 luglio 2024 è stata inaugurata la sala IMAX nell’UCI Verona a San Giovanni Lupatoto dopo il restauro del cinema. La sala è dotata di un proiettore laser e audio multicanale di nuova generazione, con schermo curvo da 280 m² e rapporto d'aspetto di 1,90:1.